# Prywatne Muzeum im. Tadeusza Balickiego w Młynarach
Prywatne Muzeum im. Tadeusza Balickiego w Młynarach – muzeum z siedzibą w Młynarach. Placówka jest prowadzona przez Ludwikę Balicką, córkę Tadeusza Balickiego, a patronat nad zbiorami sprawuje Stowarzyszenie Społeczno-Kulturalne „Pojezierze”. 
Początki zbiorów sięgają 1946 roku, kiedy to Tadeusz Balicki – miejscowy regionalista i animator kultury – zaczął gromadzić eksponaty, znajdowane m.in. podczas rozbiórek i prac ziemnych. W 1956 roku zaczął udostępniać swoje zbiory, do połowy lat 60. XX wieku służyła do tego niewielka salka obok miejscowego kina. Następnie kolekcja została przeniesiona do prywatnego domu Balickiego. W 1970 roku patronat nad zbiorami objęło Stowarzyszenie „Pojezierze”. Wówczas też kolekcję przekształcono w Izbę Pamiątek Historycznych.

Tadeusz Balicki zmarł w 2003 roku, a kolekcją zaopiekowała się jego córka, Ludwika. Mimo licznych ofert kupna zbiorów, zdecydowała ona o pozostawieniu ich w rękach rodziny. Izba została przekształcona w Prywatne Muzeum, które otrzymało imię swojego założyciela.
Na zbiory muzeum składają eksponaty i pamiątki: 
- archeologiczne, pochodzące z epok: kamienia i brązu, a także z czasów rzymskich,
- historyczne, obejmujące dawne militaria, numizmaty, a także zabytki piśmiennictwa (m.in. pergamin z 1462 roku),
- etnograficzna – dawne sprzęty gospodarstwa domowego i ceramika, narzędzia rolnicze oraz meble,
- rzemiosła, związane m.in. z tkactwem, kaflarstwem, kowalstwem i piekarstwem (m.in. formy do pierników z 1655 roku),
- sakralne (rzeźba).

Zwiedzanie muzeum odbywa się po uprzednim, telefonicznym uzgodnieniu.